# Здрава Србија
Здрава Србија (скраћено ЗС) је политичка странка у Србији. Странку је 2017. године основао Милан Стаматовић, дугогодишњи председник општине Чајетина.

## Историја
По напуштању Демократске странке Србије и даљим несугласицама са председником Српске народне партије Ненадом Поповићем око Поповићеве подршке кандидатури лидера Српске напредне странке Александра Вучића на председничким изборима у Србији 2017. године, Милан Стаматовић је одлучио да се сам кандидује за председника. Заједно са својим присталицама основао је Грађанску групу „За здраву Србију“ која га је номиновала. Стаматовић је освоји 1,15% укупних гласова у Србији, али чињеница да је у родној Чајетини освојио 61,23% гласова подстакла га је да оснује своју политичку странку.
Здрава Србија је званично основана 5. јуна 2017. године у селу Љубиш, где је Стаматовић добио 99% гласова. Међу оснивачима били су познати српски песник Љубивоје Ршумовић и српски писац Милан Парошки. Том приликом Стаматовић је рекао да ће „Здрава Србија бити аутентична регионална странка, али и странка посвећена томе да целу Србију учини здравијом радећи из унутрашњости, а не из Београда“.
Јануара 2020. године Заједно за Шумадију се уједињује са Здравом Србијом.
На парламентарним изборима 2020. године, Здрава Србија је учествовала у коалицији са Бољом Србијом освојивши 1.04% од укупног браја гласова и поред победе у Чајетини.
Јануара 2022. године Верољуб Стевановић је иступио из странке и прешао у ПОКС.
Априла 2023. Јована Стојковић и њен покрет Живим за Србију колективно приступају Здравој Србији.. Али убрзо октобра 2023. године напушта Здраву Србију.

## Идеологија и платформа
ЗС се противи увођењу санкција Русији због инвазије Русије на Украјину. Залаже се за успостављање ближих односа са Русијом и Кином, тврдећи да су „они најјачи гарант територијалног интегритета Србије”.

## Резултати на изборима

### Парламентарни избори
| Година | Вођа             | Гласови   | % од важећих | #   | Мандати | Промена | Коалиција   | Статус           | Реф.   |
| ------ | ---------------- | --------- | ------------ | --- | ------- | ------- | ----------- | ---------------- | ------ |
| 2020.  | Милан Стаматовић | 33.435    | 1,08%        | 11. | 0 / 250 | 0       | ЗС—БС       | ванпарламентарна | [ 11 ] |
| 2022.  | Милан Стаматовић | 86.362    | 2,34%        | 8.  | 0 / 250 | 0       | Суверенисти | ванпарламентарна | [ 12 ] |
| 2023.  | Милан Стаматовић | 1.783.701 | 48,07%       | 1.  | 3 / 250 | 3       | СНСДС       | подршка власти   |        |

### Председнички избори
| Година | Кандидат           | 1. круг — гласови | 1. круг — гласови | % од важећих | 2. круг — гласови | 2. круг — гласови | % од важећих | Напомене                | Реф.   |
| ------ | ------------------ | ----------------- | ----------------- | ------------ | ----------------- | ----------------- | ------------ | ----------------------- | ------ |
| 2022.  | Бранка Стаменковић | 7.                | 77.031            | 2,08%        | —                 | —                 | —            | Подршка Стаменковићевој | [ 13 ] |